# مزرعه گورت
مزرعه گورت یک روستا در ایران است که در استان اصفهان واقع شده‌است. مزرعه گورت 1500نفر جمعیت دارد.قصر گورت(قصر بانو عظما دختر ناصرالدین شاه) در وسط روستا قرار دارد.